# 国际癫痫署
国际癫痫署（英語：International Bureau for Epilepsy）是一家成立于1961年的非营利组织，其成员既包括专业人士，亦包括普通大众，活动范围覆盖全球。国际癫痫署经常与国际抗癫痫联盟合作，促进大众对癫痫病的理解认识。
国际癫痫署、国际抗癫痫联盟与世界卫生组织在1997年发起了“全球抗癫痫运动”（Global Campaign Against Epilepsy），以促进各国努力解决癫痫病人的问题